# Roubaix - Grand-Place (metrostation)
Roubaix - Grand-Place is een metrostation aan lijn 2 van de metro van Rijsel, gelegen in het centrum van de Franse stad Roubaix, onder de Grand-Place. Het station werd op 18 augustus 1999 geopend en is ontworpen door de architecten Yves Lecroat en Bernard Vignoble. 

## Omgeving
- Grand-Place van Roubaix
- Stadhuis van Roubaix
- Église Saint-Martin
- Mediatheek van Roubaix